# Campionati mondiali di scherma paralimpica 2017
I campionati mondiali di scherma paralimpica 2017 si sono tenuti a Roma presso l'hotel Hilton Worldwide di Fiumicino, dal 7 al 12 novembre 2017. È la prima volta che questa manifestazione si è tenuta in Italia.

## Programma
Il programma prevede 22 eventi, 11 maschili e 11 femminili, 16 individuali e 6 a squadre.
| ● | Cerimonia d'apertura | ● | Gare |

| Novembre              | Novembre                | 7 | 8 | 9 | 10 | 11 | 12 | Totale |
| --------------------- | ----------------------- | - | - | - | -- | -- | -- | ------ |
| Ceremonia d'apertura  | Ceremonia d'apertura    | ● |   |   |    |    |    |        |
| Fioretto              | Individuale categoria A | U | D |   |    |    |    | 8      |
| Fioretto              | Individuale categoria B | U | D |   |    |    |    | 8      |
| Fioretto              | Individuale categoria C |   |   |   | D  | U  |    | 8      |
| Fioretto              | A squadre               |   |   |   | U  | D  |    | 8      |
| Sciabola              | Individuale categoria A |   | U | D |    |    |    | 6      |
| Sciabola              | Individuale categoria B | D |   | U |    |    |    | 6      |
| Sciabola              | A squadre               |   |   |   |    | U  | D  | 6      |
| Spada                 | Individuale categoria A | D |   | U |    |    |    | 8      |
| Spada                 | Individuale categoria B |   | U | D |    |    |    | 8      |
| Spada                 | Individuale categoria C |   |   |   | U  | D  |    | 8      |
| Spada                 | A squadre               |   |   |   | D  |    | U  | 8      |
| Totale medaglie d'oro | Totale medaglie d'oro   | 4 | 4 | 4 | 4  | 4  | 2  | 22     |

## Risultati

### Uomini
| Specialità            | Oro                                                                  | Argento                                                           | Bronzo                                                              |
| Individuali           |                                                                      |                                                                   |                                                                     |
| Fioretto, categoria A | Richard Osvath                                                       | Matteo Betti                                                      | Roman Fedyaev Nikita Nagaev                                         |
| Fioretto, categoria B | Dimitri Coutya                                                       | Anton Datsko                                                      | Jacek Gaworski Maxime Valet                                         |
| Fioretto, categoria C | Alexander Logutenko                                                  | Chunhee Park                                                      | William Russo Serhii Shavkun                                        |
| Sciabola, categoria A | Maxim Shaburov                                                       | Richard Osvath                                                    | Piers Gilliver Vasileios Ntounis                                    |
| Sciabola, categoria B | Alessio Sarri                                                        | Albert Kamalov                                                    | Yannick Ifebe Alexander Kurzin                                      |
| Spada, categoria A    | Maxim Shaburov                                                       | Piers Gilliver                                                    | Roman Fedyaev Artur Yusupov                                         |
| Spada, categoria B    | Dimitri Coutya                                                       | Alessio Sarri                                                     | Ammar Ali Yannick Ifebe                                             |
| Spada, categoria C    | Serhii Shavkun                                                       | Sergey Barinov                                                    | Dmitrij Beljaev Curtis Lovejoy                                      |
| A squadre             |                                                                      |                                                                   |                                                                     |
| Fioretto              | Italia Emanuele Lambertini Gabriele Leopizzi Matteo Betti Marco Cima | Russia Roman Fedyaev Nikita Nagaev Artur Yusupov Albert Kamalov   | Polonia Rafal Ziomek Jacek Gaworski Dariusz Pender Michal Nalewajek |
| Sciabola              | Italia Alberto Pellegrini Marco Cima Edoardo Giordan Alessio Sarri   | Russia Albert Kamalov Mikhail Karpov Maxim Shaburov Viktor Dronov | Ucraina Andrii Demchuk Vadym Tsedryk Anton Datsko Artem Manko       |
| Spada                 | Russia Maxim Shaburov Artur Yusupov Roman Fedyaev Alexander Kuzyukov | Francia Yannick Ifebe Romain Noble Robert Citerne                 | Iraq Zainulabdeen Al-Madhkhoori Hayder Al-Ogaili Ammar Ali          |

### Donne
| Specialità            | Oro                                                                     | Argento                                                                    | Bronzo                                                                  |
| Individuali           |                                                                         |                                                                            |                                                                         |
| Fioretto, categoria A | Zsuzsanna Krajnyak                                                      | Eva Andrea Hajmasi                                                         | Alena Evdokimova Yu Chui Hee                                            |
| Fioretto, categoria B | Beatrice Vio                                                            | Viktoria Boykova                                                           | Alesia Makrytskaya Irina Mishurova                                      |
| Fioretto, categoria C | Ksenia Ovsyannikova                                                     | Ulrike Lotz-Lange                                                          | Consuelo Nora Hanna Pashkova                                            |
| Sciabola, categoria A | Nataliia Morkvych                                                       | Yevheniia Breus                                                            | Nino Tibiashvili Amarilla Veres                                         |
| Sciabola, categoria B | Irma Khatsuriani                                                        | Saysunee Jana                                                              | Patrycja Hareza Irina Mishurova                                         |
| Spada, categoria A    | Zsuzsanna Krajnyak                                                      | Yu Chui Hee                                                                | Yevheniia Breus Sunmi Kim                                               |
| Spada, categoria B    | Viktoria Boykova                                                        | Saysunee Jana                                                              | Kristina Fiaklistava Ludmila Vasileva                                   |
| Spada, categoria C    | Ksenia Ovsyannikova                                                     | Ulrike Lotz-Lange                                                          | Anna Gladilina Consuelo Nora                                            |
| A squadre             |                                                                         |                                                                            |                                                                         |
| Fioretto              | Italia Loredana Trigilia Beatrice Vio Andrea Mogos                      | Russia Viktoria Boykova Ludmila Vasileva Evgeniya Sycheva Alena Evdokimova | Ungheria Erika Foris Eva Andrea Hajmasi Gyöngyi Dani Zsuzsanna Krajnyak |
| Sciabola              | Ucraina Nadiia Doloh Nataliia Morkvych Olga Yesina Yevheniia Breus      | Italia Rosanna Pasquino Andrea Mogos Marta Nocent Loredana Trigilia        | Polonia Jadwiga Pacek Marta Fidrych Patrycja Hareza Renata Burdon       |
| Spada                 | Hong Kong Yu Chui Yee Chung Yuen Ping Ng Justine Charissa Tong Nga Ting | Russia Alena Evdokimova Ludmila Vasileva Viktoria Boykova Iuliia Maya      | Ungheria Zsuzsanna Krajnyak Erika Foris Amarilla Veres Gyöngyi Dani     |

## Medagliere
| Posiz. | Nazione       | Oro | Argento | Bronzo | Totale |
| ------ | ------------- | --- | ------- | ------ | ------ |
| 1      | Russia        | 7   | 7       | 11     | 25     |
| 2      | Italia        | 5   | 3       | 3      | 11     |
| 3      | Ucraina       | 3   | 2       | 4      | 9      |
| 4      | Ungheria      | 3   | 2       | 3      | 8      |
| 5      | Regno Unito   | 2   | 1       | 1      | 4      |
| 6      | Hong Kong     | 1   | 1       | 1      | 3      |
| 7      | Georgia       | 1   | 0       | 1      | 2      |
| 8      | Germania      | 0   | 2       | 0      | 4      |
| 8      | Thailandia    | 0   | 2       | 0      | 4      |
| 10     | Francia       | 0   | 1       | 3      | 4      |
| 11     | Corea del Sud | 0   | 1       | 1      | 2      |
| 12     | Polonia       | 0   | 0       | 4      | 4      |
| 13     | Iraq          | 0   | 0       | 2      | 2      |
| 13     | Bielorussia   | 0   | 0       | 2      | 2      |
| 15     | Grecia        | 0   | 0       | 1      | 1      |
| 15     | Stati Uniti   | 0   | 0       | 1      | 1      |